# Dmitrij Grigorjevič Levickij
Dmitrij Grigorjevič Levickij (rusky Дмитрий Григорьевич Левицкий) nebo Dmytro Grygorovyč Levyckyj (ukrajinsky Дмитро Григорович Левицький, květen 1735 – 17. dubna 1822) byl rusko-ukrajinský malíř.
Dmitrij Levickij se narodil v Kyjevě, do výtvarného umění ho uvedl jeho otec, kněz a rytec. Později ho učil také malíř Alexej Antropov, který do Kyjeva přijel vyzdobit tamní Chrám svatého Ondřeje.
Známým jako portrétista se Levickij stal roku 1770 po úspěchu výstavy v Petrohradě, na které prezentoval šest svých obrazů. Úspěch mu vynesl také křeslo profesora portrétní malby na petrohradské Akademii, kde zůstal až do roku 1788. I když měl dostatek zakázek, zemřel v chudobě roku 1822.

## Externí odkazy

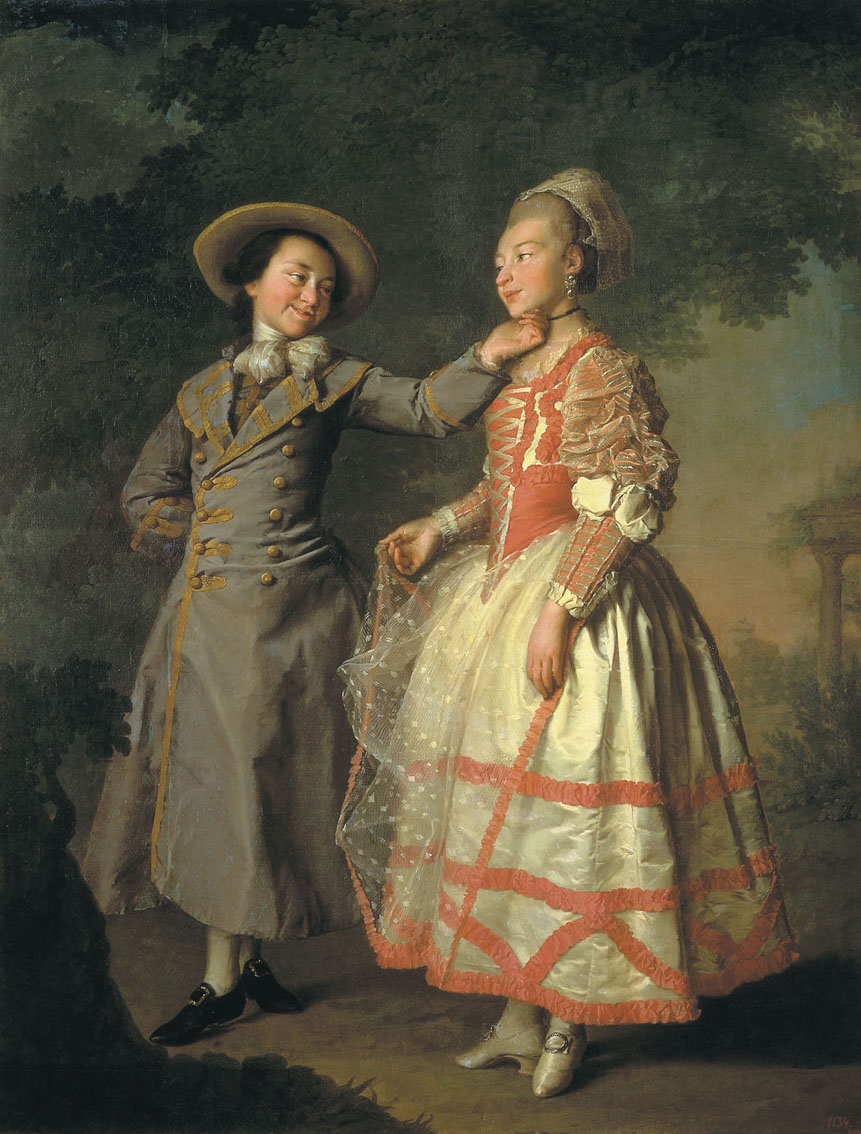
Dmitrij Levickij: E. N. Chruščovová a kněžna E. N. Chovanská, 1773, Státní ruské muzeum, Petrohrad